# Почеп (град)
Почеп (на руски: Почеп) е град в Русия, административен център на Почепски район, Брянска област. Населението на града към 1 януари 2018 година е 16 687 души.